# Holoby
Holoby (ukrainien : Голоби) est une commune urbaine de l'oblast de Volhynie, en Ukraine. Elle compte 3 943 habitants en 2021.